# Steve Fiset
Pour les articles homonymes, voir Fiset.
Steve Fiset est un chanteur (auteur-compositeur-interprète) et comédien québécois né à Québec le 15 décembre 1946, mort à Montréal le 7 novembre 2015.

## Biographie
Après avoir chanté au sein du duo Jean et Steve avec Jean Lévesque pendant quelques années (1965-1968), Steve Fiset se fait connaître à l'été 1970 alors qu'il obtient un grand succès avec la chanson Les chemins d'été (qui est mieux connue du public sous le titre Dans ma Camaro à cause de la première phrase de son refrain, qui débute ainsi : "Dans ma Camaro, je t'emmènerai sur tous les chemins d'été..."), un texte de Luc Plamondon sur une musique d'André Gagnon. La même année, il continue de travailler avec Luc Plamondon. Le parolier écrit, sur des musiques de Steve Fiset lui-même, plusieurs chansons dont Les Laurentides, Le fou de tes nuits et Dans ma ville, y'a deux villes. Plus tard, toujours avec Plamondon pour l'écriture des paroles, il retrouve André Gagnon qui lui compose Quand l'hiver est là, un autre succès. En 1971, Steve Fiset est élu « révélation masculine de l'année » au Gala des Artistes. Il participe cette année-là à la tournée Musicorama.
De 1970 à 1973, Fiset est aussi comédien. Il campe le rôle de Jean-Claude Berger dans la populaire série Les Berger présentée à Télé-Métropole(aujourd'hui TVA). On le retrouve aussi au cinéma, dans le film Red de Gilles Carle en 1970 ainsi que dans le rôle principal du film Fleur bleue (The Apprentice) du cinéaste Larry Kent en 1971, aux côtés de l'actrice américaine Susan Sarandon.
Par la suite, en 1973, Steve Fiset travaille avec le compositeur Hovaness 'Johnny' Hagopian et l'auteur Pierre Bourgault qui lui signent plusieurs titres dont Blanc-Sablon, L'exil, Les jardins mouillés, Bordeaux et Ne pas mourir. Fiset écrit et compose seul La chasse aux alligators ou travaille en tandem avec Pierre Bourgault pour Les géraniums et L's, tandis qu'Angelo Finaldi, sur un texte de Bourgault, lui donne Pepsi Forever. Fiset compose aussi pour d'autres artistes : on lui doit, entre autres, la musique de «Zihuatanejo», l'un des succès de Chantal Renaud.
Après une grande période de succès entre 1970 et 1975 et la publication d'un dernier album en 1976 (le microsillon Ange ou démon), Steve Fiset se fait plus discret. Il continue néanmoins d'enregistrer des chansons jusqu'en 1979 et se retire jeune, à l'aube de la trentaine.
Il subit en 1993 un accident vasculaire cérébral et passe cinq ans en fauteuil roulant.
Il meurt à Montréal le 7 novembre 2015 , à l'hôpital Maisonneuve-Rosemont. Il était sobre depuis 2001.

## Discographie

### Albums
- 1970 : Steve Fiset (Jupiter)
- 1971 : Steve Fiset (Trans-World)
- 1972 : Steve Fiset... et le kitsch (Trans-World)
- 1973 : Steve Fiset Si j'ai ça icitte... c'est pour toé (Trans-World)
- 1974 : Dans ma ville (Trans-World)
- 1976 : Ange ou démon (London Deram)
- 2001 : Les chemins d'été - Compilation CD (Disques Mérite)

### Simples
- 1967 : C'est ainsi que va l'amour / Loin (avec Jean Lévesque)
- 1967 : Je joue la comédie / Ménaïk (avec Jean Lévesque)
- 1968 : La banda / Chattanooga Choo Choo (avec Jean Lévesque)
- 1968 : C'est la fumée / Alice Long
- 1969 : Chewy Chewy / Pourquoi faut-il se dire adieu ?
- 1969 : Mes petits lapins / Tous les bateaux, tous les oiseaux
- 1970 : Fleurs sauvages / Arizona
- 1970 : Les chemins d'été / Le feu d'amour
- 1970 : Le fou de tes nuits / Quand l'hiver est là
- 1970 : Les Laurentides / Dans ma ville, y'a deux villes
- 1971 : Je suis ton ami / L'amour prend vie
- 1971 : Je ne pense qu'à ça / Je revis
- 1972 : Le temps de vivre / Ma chérie
- 1972 : Énerve-toi pas / Tout comme un oiseau
- 1973 : Pepsi Forever / La chasse aux alligators
- 1973 : Blanc-Sablon / Les géraniums
- 1974 : Allons danser, p'tit bébé / La mer des tranquillités
- 1974 : Le télégramme / Bye Bye Love
- 1975 : Reggae / Imagine le feeling
- 1976 : Lili / Faut qu'ça paye
- 1976 : Les femmes, les femmes / Comédie
- 1978 : Les chemins d'été / Les Laurentides (réédition Disques Millionnaires)
- 1979 : Tant qu'on est des amants / Le tour des bars
- 1979 : Le graffiti / Pis toupie

## Filmographie
- 1970 - 1973 : Les Berger de Jean Claveau, Jacques-Charles Gilliot et Jean-Louis Sueur
- 1970 : Red de Gilles Carle
- 1971 : Fleur bleue (The Apprentice) de Larry Kent
- 1972 : Studio libre, animateur de l'émission